# Евгенидзе, Дато Нугзарович
Давид Нугзарович (Дато) Евгенидзе (род. 2 декабря 1958, Тбилиси, Грузия) — грузинский композитор, музыкант, писатель.
Родился в 1958 году в Тбилиси. Окончил Московскую государственную консерваторию им. П.И. Чайковского в 1982 году. Год спустя становится обладателем Гран-при Всесоюзного конкурса композиторов. В 1985 году закончил аспирантуру МКГ им. Чайковского. На его музыку в 1985 и 1986 годах были поставлены два балета в Большом Театре: «Мыслитель (Роден)» и «Лебединая верность». В 1987 году дебютировал в качестве автора музыки к кинофильму, став композитором короткометражной ленты «Автопортреты».
С 1988 года работал во Франции, Испании, США. Автор музыки к более 50 художественным и документальным фильмам. Обладатель премий  «Золотой Овен», «Золотой Орел»,  «Ника» за музыку к фильму «9 рота».
Женат. Отец четырех детей.

## Музыка к фильмам
- 1987 — «Автопортреты»
- 1989 — «Жильцы»
- 1989 — «Праздник»
- 1989 — «Отстраненные» («Mdgmurebi»)
- 1990 — «Гости»
- 1990 — «Простой пасьянс» («Martivi pasiani»)
- 1991 — «Дом» («Sakhli»)
- 1992 — «День рождения Анны» («Anas dabadebis dge»)
- 1994 — «Азбука видения» («Khedvis anbani»)
- 1998 — «Нет, друг!» («Ara, megobaro»)
- 2000 — «Грузинский виноград» (Georgische Trauben)
- 2003 — «С тех пор, как уехал Отар» («Depuis qu’Otar est parti…»)
- 2005 — «Ловитор»
- 2005 — «9 рота» (фильм)
- 2005 — «Первый после бога»
- 2006 — «Девять месяцев» (телесериал)
- 2006 — «Сделка» (телесериал)
- 2006 — «Жара»
- 2007 — «Жестокость»
- 2009 — «Мигранты Джако» («Jakos Khiznebi»)
- 2010 — «Туман»
- 2010 — «С приветом, Козаностра»
- 2010 — «Сезон (Seazone)»
- 2010 — «Капитаны»
- 2010 — «Аманда О»(телесериал)
- 2010 — «Без мужчин»
- 2012 — «Любовь с акцентом»
- 2012 — «Некуда спешить» (социальная реклама)
- 2013 — «Приказываю жить. Дубынин» (док-ный)
- 2013 — «Сердце врага»
- 2013 — «Последний из Магикян»(телесериал)
- 2013 — «Сталинград» (саунд-дизайн)

В работе: Лучшая девушка Кавказа (post-production), Jeans Generation (pre-production), Вычислитель, Судья, и др.

## Балеты
1. 1985 — Дивертисмент «Мыслитель (Роден)». Большой Театр. Хореограф В.Букадоро
2. 1986 — Дивертисмент «Лебединая верность». Большой Театр. Хореограф В.Букадоро
3. 1987 — Дивертисмент «Эй, ухнем!». Нью-Йорк. Хореограф Ш.Ягудин
4. 2004 — «Сапфиры». Новая опера, Москва. Худ. Рук. А.Лиепа, хореограф Е.Дружинин, костюмы А. Васильев

В работе:
Музыка к балету «Александр Македонский», хореограф Лорка Мясин.

## Музыка для театра
Автор музыки к постановкам театра им. Руставели (Тбилиси, Грузия) «Гамлет», «Жордания», «Там где молоко льется медом».

## Актер
1. 1990 — Простой пасьянс (Martivi pasiani)
2. 2013 — «Doors Оpen Day» (сериал, 3 сезон, 2 эпизод)

## Награды
1. 1982 — Конкурс московской консерватории «Импровизация на заданную тему». 1 премия.
2. 1983 — Всесоюзный конкурс молодых композиторов. 1 премия. Вокально-инструментальный цикл «Роза в песке»
3. 1996 — Международный телефестиваль «МАНА», Тбилиси[1]. Лучшая музыка к видеофильму «Балетмейстер» (Вахтангов).
4. 1997 — Лучший музыкант года Грузии[1].
5. 2000 — Орден Чести[10].
6. 2005 — «Золотой Овен» за музыку к фильму «9 рота».
7. 2005 — «Золотой Орел» за музыку к фильму «9 рота».
8. 2005 — «Ника», за музыку к фильму «9 рота».

## Концерты
1. 1995 — Авторский концерт «-ing». Тбилисский театр оперы и балета.
2. 1996 — Авторский концерт «День перед субботой» в театре им. Руставели, Тбилиси, Грузия.
3. 1997 — Авторский концерт «Шабати». Тбилисский театр оперы и балета. При участии И.Бутмана.
4. 1998 — Авторский концерт «Гороскоп». Театр Сан-Жермен (Париж). При участии И.Бутмана и квартета консерватории Жана Вилье.
5. 2009 — Опэнэйр концерт на площади Эры в Батуми (Грузия).
6. 2011 — Авторский концерт «Песнопения покаяния». Большой зал Тбилисской филармонии (Грузия). При участии И.Бутмана.
7. 2011 — Авторский концерт в «Teatro Valle» (Рим, Италия).

## Фестивали
1. 1992 — Jazz-фестиваль «Primavera». Лас Пальмас, Тенерифе (Испания) – участник.
2. 1994 — DEKSI-94, Тенерифе (Испания). Учредитель и участник.
3. 2007 — Дни России в Марокко, участник.
4. 2013 — «Made in USSR» Фестиваль русской культуры в Испании. Музыкальный продюсер.

## Дискография
1. 1997 — «Piano Interview»
2. 2003 — «Goroscope» (Live с концерта)

## Стихи
1. 2002 — Сборник стихов «8501 слово».
2. 2013 — Сборник стихов «Грузинская почта. Неотвеченные письма»

## Преподавательская деятельность
1987-1991 Консерватория Санта-Круз, Испания, по классу композиции.

## Перформансы
1. 1994 — «Анатомия невесомости». Галерея «Арт-пикчерс» (Москва). При поддержке ImartVideo (Марта Магилевская)
2. 2001 — «Почт-модерн» (Тбилиси)
3. 2002 — «Господь своей головы» (Тбилиси)

## Конкурсы
1. 2011 — Председатель жюри детского певческого конкурса «Анабана». (Грузия)
2. 2011 — Председатель жюри международного фестиваля эстрадных исполнителей «Golden Talant» (Грузия)
3. 2013 — Председатель жюри музыкального конкурса «Магти-Фан» (Грузия)

## Реклама
Автор музыки ко многим рекламным роликам. Magti GSM, Связной, Life News("Ограбление"), ...
В работе: AUDI.